# Gwrgant Gwron
Gwrgant Gwron (vers 580) fut le dernier roi d'Ebrauc

## Contexte
Il se revela incapable de maintenir le royaume après la mort de son père Peredur mab Eliffer Gosgorddvawr. Il est connu par une des triades galloises comme  «  Gwrgant Gwron, fils de Peredur fils d'Eliffer de la grande Armée. L'un des trois chefs prostrés de l'Ile de Bretagne, parce qu'ils n'ont pas su défendre une royauté que personne ne pouvait leur dénier  » . 

## Source
- (en) Peter Bartrum, A Welsh classical dictionary: people in history and legend up to about A.D. 1000, Aberystwyth, National Library of Wales, 1993 (ISBN 9780907158738), p. 369 GWGON GWRON ap PEREDUR ab ELIFFER GOSGORDDFAWR. (560)